# Pieter Bos
Pieter Bos (Buitenpost, 23 februari 1997) is een voormalig Nederlands voetballer die als doelman voor SC Cambuur speelde.

## Carrière
Pieter Bos speelde in de jeugd van VV Buitenpost en sc Heerenveen. Sinds 2016 is hij reservekeeper bij SC Cambuur. Hij debuteerde voor Cambuur in de Eerste divisie op 3 mei 2019, in de met 2-2 gelijkgespeelde uitwedstrijd tegen FC Twente. Hij kwam in de 80e minuut in het veld voor de geblesseerd geraakte Xavier Mous. In 2021 promoveerde hij met Cambuur naar de Eredivisie door kampioen te worden van de Eerste divisie. In maart en april van het seizoen 2021/22 keepte hij zes wedstrijden in de Eredivisie vanwege een enkelblessure bij eerste doelman Sonny Stevens.
In mei 2022 stopte hij met topsport op advies van medisch specialisten wegens hartproblemen. Hij speelde in totaal negen wedstrijden voor Cambuur.

### Statistieken
| Seizoen                  | Club           | Land           | Competitie     | Competitie | Competitie | Beker | Beker | Overig | Overig | Totaal | Totaal |
| Seizoen                  | Club           | Land           | Competitie     | Wed.       | Dlp.       | Wed.  | Dlp.  | Wed.   | Dlp.   | Wed.   | Dlp.   |
| ------------------------ | -------------- | -------------- | -------------- | ---------- | ---------- | ----- | ----- | ------ | ------ | ------ | ------ |
| 2016/17                  | SC Cambuur     | Nederland      | Eerste divisie | 0          | 0          | 0     | 0     | 0      | 0      | 0      | 0      |
| 2017/18                  | SC Cambuur     | Nederland      | Eerste divisie | 0          | 0          | 0     | 0     | 0      | 0      | 0      | 0      |
| 2018/19                  | SC Cambuur     | Nederland      | Eerste divisie | 1          | 0          | 0     | 0     | 1      | 0      | 2      | 0      |
| 2019/20                  | SC Cambuur     | Nederland      | Eerste divisie | 0          | 0          | 0     | 0     | –      | –      | 0      | 0      |
| 2020/21                  | SC Cambuur     | Nederland      | Eerste divisie | 1          | 0          | 0     | 0     | –      | –      | 1      | 0      |
| 2021/22                  | SC Cambuur     | Nederland      | Eredivisie     | 6          | 0          | 0     | 0     | –      | –      | 6      | 0      |
| Carrièretotaal           | Carrièretotaal | Carrièretotaal | Carrièretotaal | 8          | 0          | 0     | 0     | 1      | 0      | 9      | 0      |
| Bijgewerkt op 7 mei 2022 |                |                |                |            |            |       |       |        |        |        |        |